# فيلوس
تايلر بريانت (بالإنجليزية: Tyler Bryant) (ولد في 11 سبتمبر 1991)، يعرف بشكل كبير باسمه الفني فيلوس (بالإنجليزية: Velous)، هو مغني، كاتب أغاني، مغني راب و منتج أسطوانات من كينغستون، نيويورك. اشتهر فيلوس بوجوده في أغنية "Adult Swim" لDJ Spinking، و إنتاجه للأغنية "All Day" بالتعاون من كانييه ويست.

## النشأة
ولد في 11 سبتمبر 1991 في كينغستون، نيويورك. كان أبوه موسيقيا و أمه مغنية. عندما كان عمره أحد عشر عاما، بدأ غناء الراب بعد لأغنية "Through the Wire" للمغني كانييه ويست. تعلم كيفية قرع الطبول، ثم العزف على البيانو، و بدأ لعب الإيتار عندما كان عمره اثنا عشر عاما، و بدأ الإنتاج عندما كان عمره ثلاثة عشر عاما. كان أيضا في مجموعة جاز عندما كان في المدرسة الثانوية.